# Westdeutsche Haushaltsversorgung

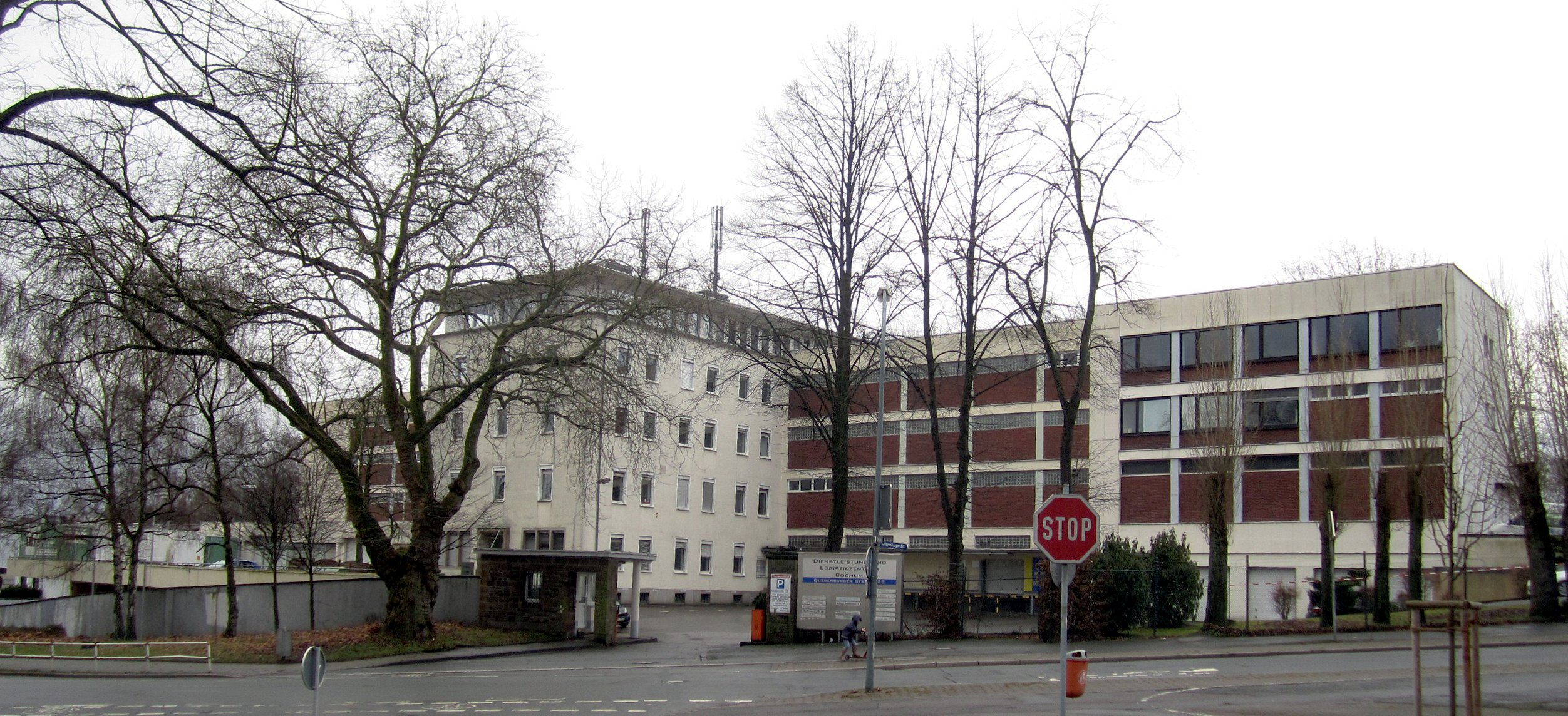
Das 1957 gebaute ehemalige Verwaltungs- und Lagergebäude der WEHAG in Bochum

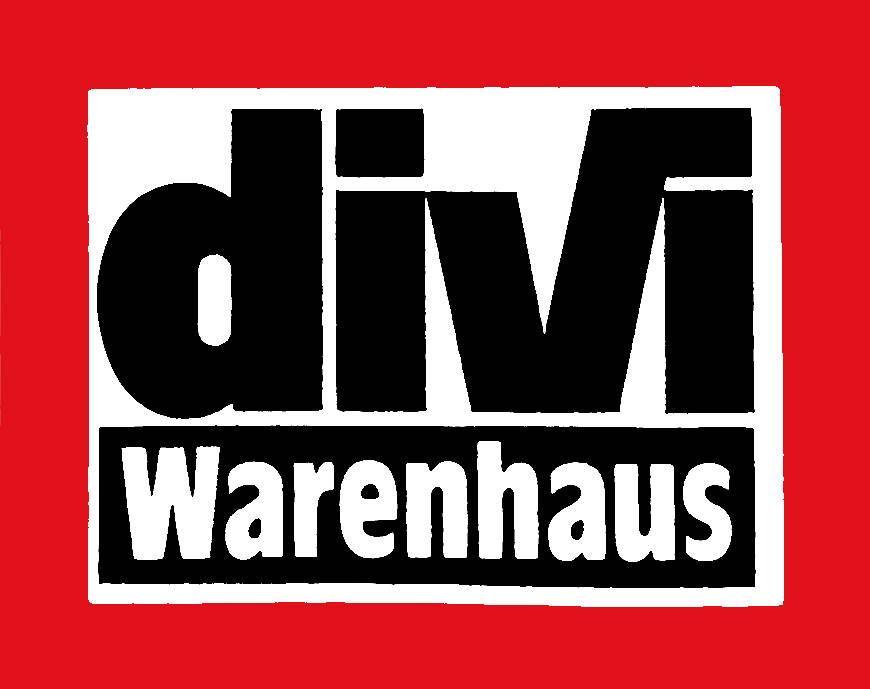
Logo der SB-Warenhauskette divi

Die Westdeutsche Haushaltsversorgung AG (WEHAG) mit Sitz in Bochum war ein Einzelhandelsunternehmen.

## Geschichte
Das Unternehmen wurde 1926 von der Gelsenkirchener Bergwerks-AG (GBAG) zur Versorgung ihrer Arbeiter gegründet. Im Laufe der Vereinigung der GBAG mit anderen Montan- und Stahlunternehmen wurde die WEHAG Bestandteil der Vereinigte Stahlwerke AG. 1933 wurden die „Konsumanstalten“ der neu geordneten und dezentralisierten Vereinigte Stahlwerke AG wieder ausgegliedert. 1957 wurde das bestehende Lagergebäude in Bochum durch einen Neubau mit 100.000 m² Lagerfläche und Platz für 300 Verwaltungsangestellte sowie Gleisanschluss an die Bahnstrecke Bochum Nord–Bochum-Weitmar (heute Springorum-Radweg) zur zentralen Lagerstätte und -verwaltung ausgebaut.
Im Jahr 1968 wurde die WEHAG durch Zusammenlegung mit Teilen der Handelsketten Raab Karcher und Stinnes AG zur Westdeutschen Discount-Handels GmbH (WEDI) mit Sitz in Wattenscheid zusammengefasst. Die WEDI unterhielt zu diesem Zeitpunkt mehr als 100 Einzelhandelsgeschäfte unter dem Namen WEDI sowie mehrere SB-Warenhäuser unter dem Namen divi. Mit Wirkung zum 1. Januar 1970 wurden die Wedi- und Divi-Märkte sowie die zur Stinnes AG gehörenden AGROS-Märkte dann unter dem Dach der in Essen neu gegründeten Firma Deutsche SB-Kauf zusammengeführt, die dem bundeseigenen Veba-Konzern gehörte. Im Jahr 1973 trennte man sich von den verbliebenen 78 Wedi-Märkten und verkaufte diese an Tengelmann. Im August 1985 trennten sich die Veba von der Deutsche SB-Kauf GmbH, die unter Führung der Asko AG und einiger Banken wieder in eine Aktiengesellschaft umgewandelt wurde.
1989 wurden dann noch Teile der überschuldeten co op AG in die Deutsche SB-Kauf AG eingegliedert und der Sitz nach Frankfurt am Main verlegt, bevor die Deutsche SB-Kauf AG 1996 Bestandteil des Metro-Konzerns wurde und die divi-Märkte nach und nach auf real umgeflaggt wurden.
Das ehemalige Divi-Verwaltungsgebäude (Friedrich-Ebert-Straße 14 in Wattenscheid) wird heute als gemischtes Bürohaus genutzt, das Wehag-Verwaltungs- und Lagergebäude (Querenburger Straße 19 in Bochum) wurde zuerst als Kreiswehrersatzamt genutzt, danach (Stand 2012) als gemischtes Büro- und Lagergebäude.